# Maureen Kerwin
Maureen Kerwin, née le 21 juillet 1949 à Munich, est une actrice franco-américaine.

## Biographie
Maureen Kerwin fait ses débuts à la télévision française, en tenant le rôle de Rosalinde dans Comme il vous plaira (1972) d'après William Shakespeare avec Jean-Pierre Aumont et Paul Barge. Au cinéma, elle débute en 1973 dans L'Héritier de Philippe Labro aux côtés de Jean-Paul Belmondo, Carla Gravina, Jean Rochefort et Charles Denner. Elle tient ensuite un rôle dans Le Concierge (1973) de Jean Girault, où elle est la partenaire de Bernard Le Coq et Michel Galabru.
Robert Parrish l'engage pour Marseille contrat (1974) avec Michael Caine, Anthony Quinn, Maurice Ronet et James Mason. À la télé, elle joue en 1975 avec Bernard Alane dans Le Bois dormant de Pierre Badel. On la voit ensuite dans Le Pion de Christian Gion en 1978, et elle est une des belles dans Laura, les ombres de l'été de David Hamilton. Dans les années 1980, elle tourne entre autres dans Je vais craquer ! de François Leterrier, Plus beau que moi, tu meurs.
Maureen Kerwin est la petite-fille de Simonne Volterra, directrice du théâtre Marigny de 1948 à 1963. Elle a deux filles de son premier mariage avec Jean Azancot, Jennifer et Delphine. Elle a été l'épouse du cinéaste américain Jerry Schatzberg de 1983 à 1998, qui l'a dirigée dans trois de ses films, dont Besoin d'amour (Misunderstood), 1982, et L'Ami retrouvé en 1988.

## Filmographie

### Cinéma
- 1972 : L'Héritier de Philippe Labro : Lauren Corey
- 1973 : Le Concierge de Jean Girault : Fabienne
- 1974 : Marseille contrat (The Marseille Contract) de Robert Parrish : Lucienne
- 1975 : Le Futur aux trousses de Dolorès Grassian
- 1978 : Le Pion de Christian Gion : Mme Thuillier
- 1979 : Laura, les ombres de l'été de David Hamilton : Marline Royer
- 1980 : Je vais craquer de François Leterrier : Natacha
- 1982 : Plus beau que moi, tu meurs de Philippe Clair : Julia
- 1984 : Besoin d'amour (Misunderstood) de Jerry Schatzberg : Kate
- 1989 : L'Ami retrouvé (Reunion) de Jerry Schatzberg : Lisa

### Télévision
- 1972 : Les Cent Livres des Hommes (série télévisée) : Ruth Morse
- 1972 : Comme il vous plaira (téléfilm) : Rosalinde
- 1975 : Au bois dormant (téléfilm) : Claire
- 1977 : Commissaire Moulin (série télévisée) : Agathe
- 1977 : Les Borgia ou le sang doré (téléfilm) : Lucrèce Borgia
- 1981 : Feu Don Juan (téléfilm) : Jane/La femme du train
- 1981 : L'Atterrissage (téléfilm) : Virginie
- 1982 : Ultimatum (téléfilm) : Alexandra Posidonios
- 1983 : La Veuve rouge (téléfilm) : Mme Amaury
- 1984 : Cinéma 16 (série télévisée) : Catherine
- 2003 et 2005 : Sous le soleil (série télévisée) : Madame Limoni / La grand-mère de Maeva / La directrice de l'agence

## Théâtre
- 1970 : Les Trois Sœurs d'Anton Tchekhov, mise en scène Sacha Pitoëff, théâtre des Célestins, (Paris)
- 1971 : Plaza Suit de Neil Simon, avec Pierre Mondy, théâtre Saint-Georges, (Paris)